# CS Progym Gheorgheni
Le Progym Gyergyószentmiklós (en roumain CS Progym Gheorgheni) est un club de hockey sur glace de Gheorgheni (Gyergyószentmiklós), dans le Pays sicule en Roumanie. Il évolue dans la Liga Națională et a déjà participé à la MOL Liga ainsi qu'à la Coupe continentale.

## Historique
C'est en 1882 que l'union de patinage (Korcsolya Egylet) est créée à Gyergyószentmiklós. Il faut ensuite attendre 1948 et 1949 pour que deux clubs de hockey sur glace soient créés: l'équipe des cheminots (Vasutasok csapata) et le GYMTE. Quatre ans plus tard, ces deux entités se sont unies pour former le SPARTAK. En 1955, l'équipe change à nouveau de nom et devient le Haladás et obtient son premier succès majeur, une troisième place nationale, en 1958. En 1961, la société de traitement de bois Lendület devient le sponsor de l'équipe, mais elle n'obtient pas les résultats espérés. La grande patinoire au toit en bois est construite entre 1977 et 1982 et devient l'antre de l'équipe.
Au début des années 1990, la situation de l'équipe est critique car aucun sponsor ne s'est présenté. Mais en 1994, l'association sportive Progym regroupant une section de ski, de gymnastique et de tennis est créée. La section hockey sur glace est né un an plus tard. 1999 est à nouveau une année charnière, l'équipe remporte une troisième place nationale.
L'ascension débute en 2001, quand le Progym-Apicop a joué pour la première fois de son histoire une compétition internationale, la Coupe continentale aux côtés du CSA Steaua Bucarest et du SC Miercurea-Ciuc (plus tard HSC Csíkszereda). En phase de poules, le Progym-Apicom s'est déplacé à Kocaeli en Turquie pour jouer les trois matchs. Elle a perdu 6-1 contre les Kazakhs du KT Oust-Kamenogorsk, 3-0 contre les Turcs du Polis Akademisi et a gagné 12-1 contre les Serbes du Partizan Belgrade. Le Progym-Apicom a terminé à la troisième place de la poule et ne s'est pas qualifié pour le tour suivant. Après la Coupe continentale, l'équipe a joué la Coupe de Roumanie où elle a terminé à la troisième place derrière le SC Miercurea-Ciuc et le Steaua Bucarest.
La surprise historique s'est produite dans le championnat. Le Progym-Apicom a terminé à la troisième place de la saison régulière, à nouveau derrière les deux ogres du SC Miercurea-Ciuc et du Steaua Bucarest contre lesquels il n'a pas réussi à remporter le moindre match. En demi-finale, l'affiche était 100% sicule entre le Progym de Gyergyószentmiklós et le Sport Club de Csíkszereda. Le match aller a été logiquement remporté par le Sport Club 7-3, mais au retour le Progym a réussi à battre pour la première fois de son histoire Csíkszereda, sur le score de 6-4. La vraie claque pour Csíkszereda a été le troisième match, où le Progym a gagné 8-1. Le cinquième match paraissait difficile car il s'est joué à l'extérieur, mais le Progym a de nouveau gagné, 2-0 cette fois pour se qualifier en finale du championnat. Le Steaua a cependant a été une tâche trop ardue pour le Progym: l'équipe bucarestoise a remporté les trois matchs 8-2, 5-4 et 4-0. Ce fut la toute première médaille d'argent pour le club.
La situation s'est à nouveau compliquée à la fin de la saison 2004-2005, car le club s'est une nouvelle fois retrouvé sans sponsor. Il était au bord du dépôt de bilan à cause de dettes trop importantes, les joueurs ont été libérés et la ville a menacé de fermer la patinoire. Mais 70 personnes, amoureux du hockey se sont réunis pour sauver le club et ont désigné sept membres de direction. Ce nouveau comité avait pour mission de sauver l'effectif et de stabiliser la situation financière. Après de longues négociations, le club a convaincu la mairie de continuer à soutenir l'équipe de hockey sur glace. Ces efforts se sont révélés fructueux car au cours de la saison, la banque OTP est devenue le nouveau sponsor du club. Dans cette saison 2005-2006, l'équipe a obtenu une nouvelle médaille de bronze en battant trois fois Galați.
En 2008-2009, le club a participé à la MOL Liga où il s'est classé 8e. Depuis, l'équipe n'a pas connu de succès majeur et oscille en deuxième partie de tableau dans la Liga Națională.

## Palmarès
- Liga Națională : 
  - Deuxième (1) : 2002
  - Troisième (5) : 1958, 1999, 2001, 2004, 2006
- Cupa României : 
  - Troisième (3) : 1999, 2001, 2010